# Championnats du monde d'aviron 1992
Navigation
Édition précédente Édition suivante
Les championnats du monde d'aviron 1992, vingt-deuxième édition des championnats du monde d'aviron, ont lieu en août 1992 à Montréal, au Canada. Seules les épreuves en poids légers sont disputées.

## Médaillés

### Hommes
| Épreuves | Or | Or      | Argent | Argent  | Bronze | Bronze  |
| -------- | --- | ------- | --- | ------- | --- | ------- |
| LM1x,    | Danemark Jens Mohr Ernst | 7:08.79 | Pays-Bas Pepijn Aardewijn | 7:10.21 | États-Unis Brian Sweenor | 7:14.63 |
| LM2x,    | Australie Gary Lynagh Bruce Hick | 6:24.68 | Autriche Walter Rantasa Christoph Schmölzer | 6:26.23 | Suisse Markus Gier Michael Gier | 6:28.86 |
| LM4-     | Grande-Bretagne Christopher Bates Toby Hessian Tom Kay Carl Smith                                                                                             | 6:03.98 | Italie Sabino Bellomo Franco Cattaneo Danilo Fraquelli Alfredo Striani                                                                             | 6:05.69 | France Sébastien Bel Stéphane Guerinot Benoît Masson José Oyarzabal                                                                                       | 6:07.48 |
| LM4x     | Italie Michelangelo Crispi Francesco Esposito Massimo Lana Massimo Guglielmi                                                                                  | 5:54.38 | Suède Joakim Brischewski Bo Ekros Lars-Johan Flodin Per Lundberg                                                                                   | 5:56.31 | Allemagne Stephan Fahrig Klaus Götte Rene Höhn Bernhard Rühling                                                                                           | 5:57.60 |
| LM8+     | Danemark Johnny Bo Andersen Svend Blitskov Thomas Croft Jan Hansen Jeppe Jensen Kollat Flemming Meyer Thomas Poulsen Bo Vestergaard Martin Sorensen (barreur) | 5:34.95 | Grande-Bretagne Andy Butt Roger Everington Jim Hartland Jim McNiven Mark Partridge Nicholas Strange Ian Watson Stephen Wright Philip Cox (barreur) | 5:37.02 | Allemagne Klaus Altena Michael Buchheit Christian Dahlke Michael Kobor Thomas Melges Bernhard Stomporowski Kai von Warburg Uwe Maerz Olaf Kaska (barreur) | 5:37.95 |

### Femmes
| Épreuves | Or                                                           | Or      | Argent                                                                          | Argent  | Bronze                                                          | Bronze  |
| -------- | ------------------------------------------------------------ | ------- | ------------------------------------------------------------------------------- | ------- | --------------------------------------------------------------- | ------- |
| LW1x     | Danemark Mette Bloch Jensen                                  | 8:11.62 | Grande-Bretagne Sue Key                                                         | 8:17.37 | Canada Wendy Wiebe                                              | 8:21.75 |
| LW2x     | Allemagne Claudia Waldi Christiane Weber                     | 7:27.29 | Canada Michelle Darvill Colleen Miller                                          | 7:28.04 | États-Unis Sanya Remmler-Suddeth Teresa Zarzeczny               | 7:29.70 |
| LW4-     | Australie Marina Cade Deirdre Fraser Virginia Lee Liz Moller | 7:01.40 | Grande-Bretagne Alison Brownless Anna Marie Dryden Tonia Williams Claire Davies | 7:03.78 | Canada Jill Blois Nori Doobenen Laurie Featherstone Renata Troc | 7:08.30 |